# Einbeck-Markoldendorfer Becken

nördliche Begrenzung
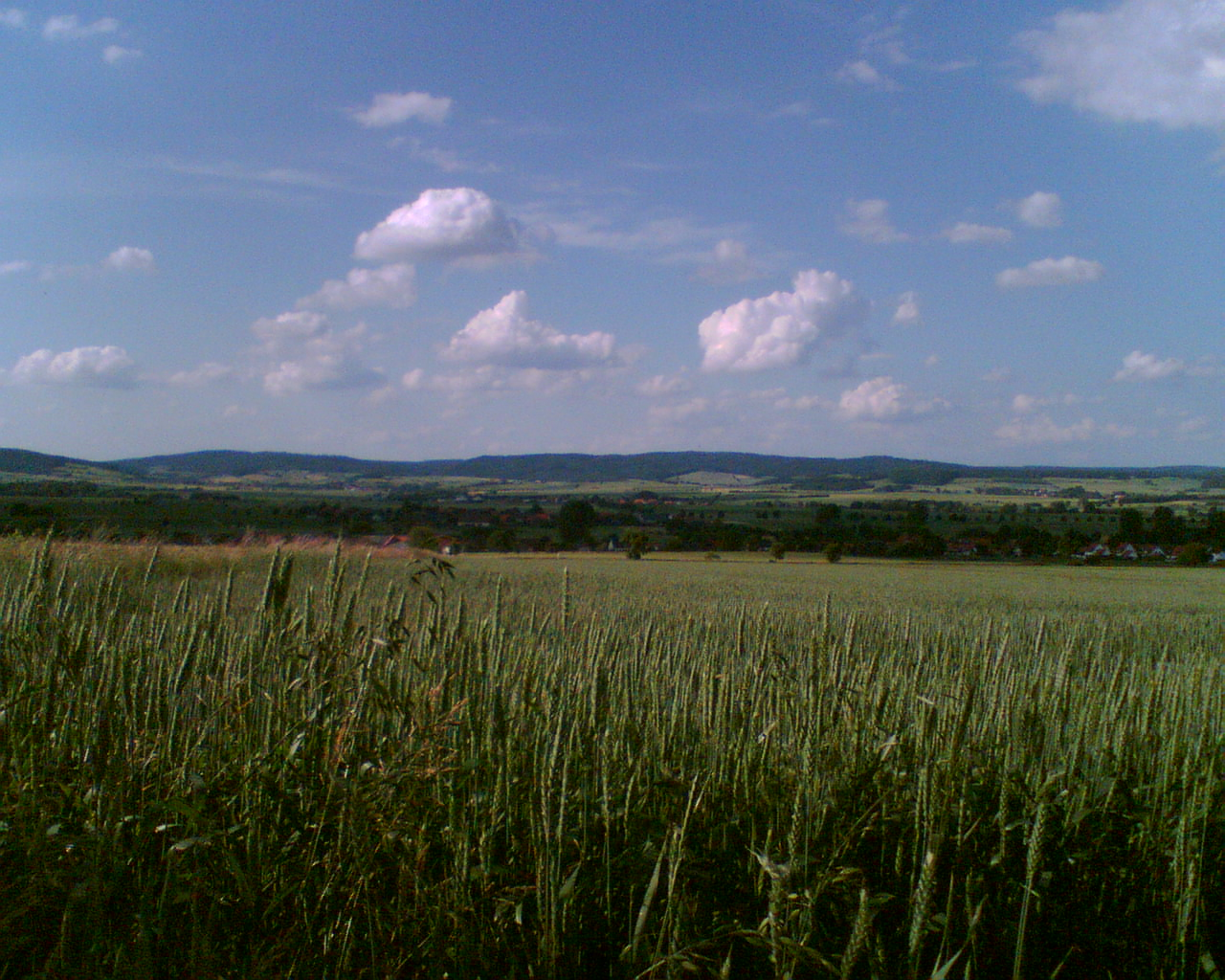
Elfas
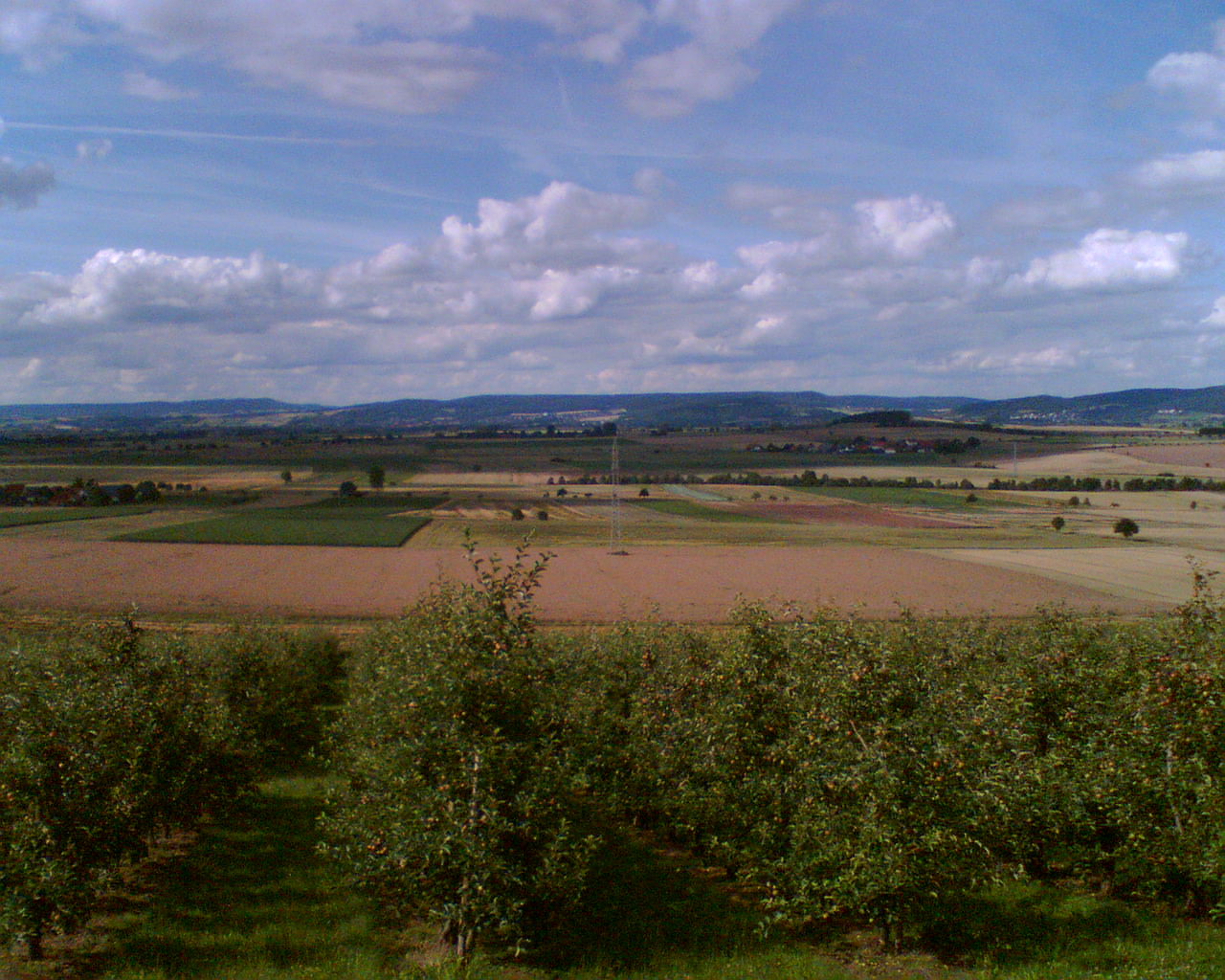
Hube

südliche Begrenzung
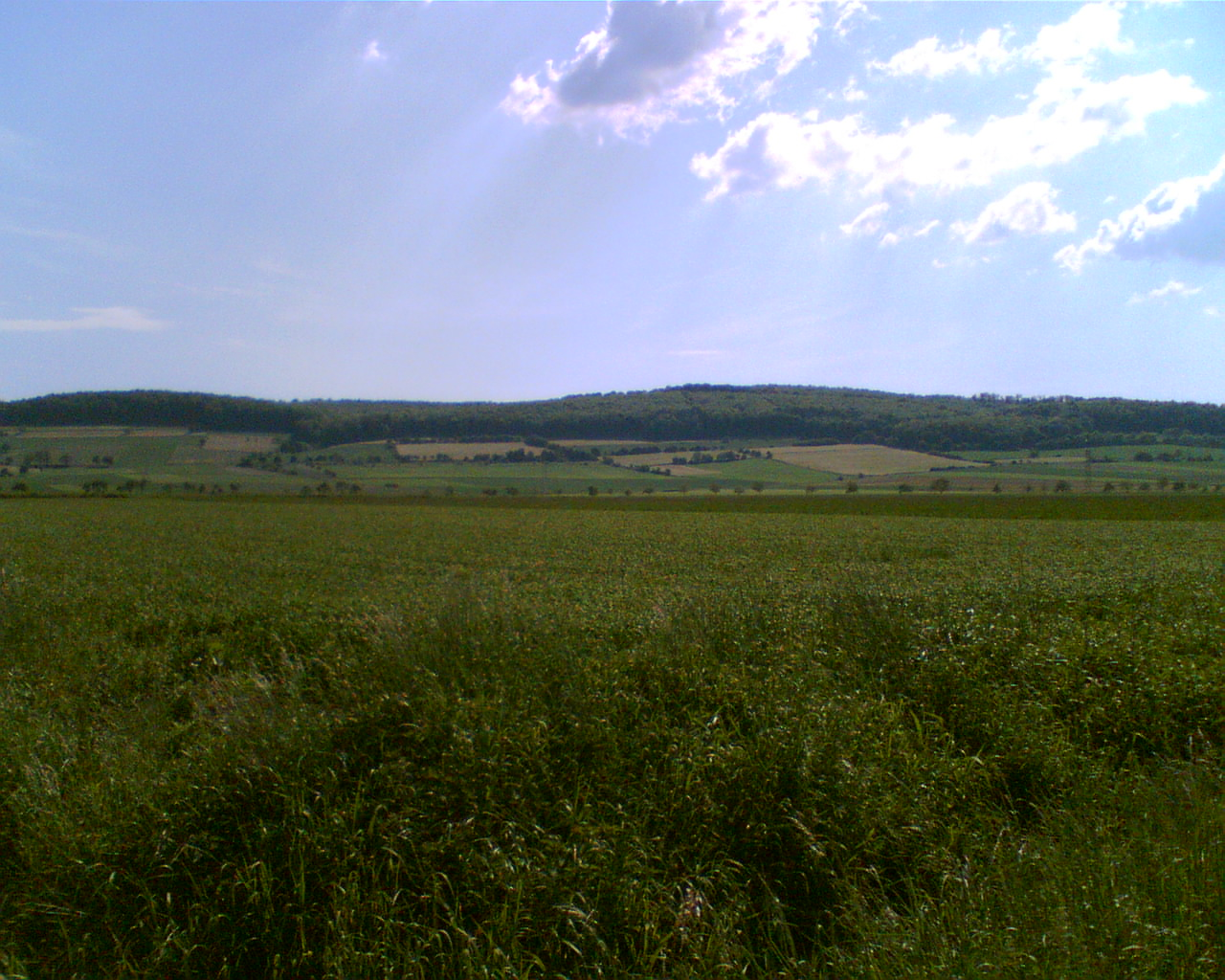
Ahlsburg
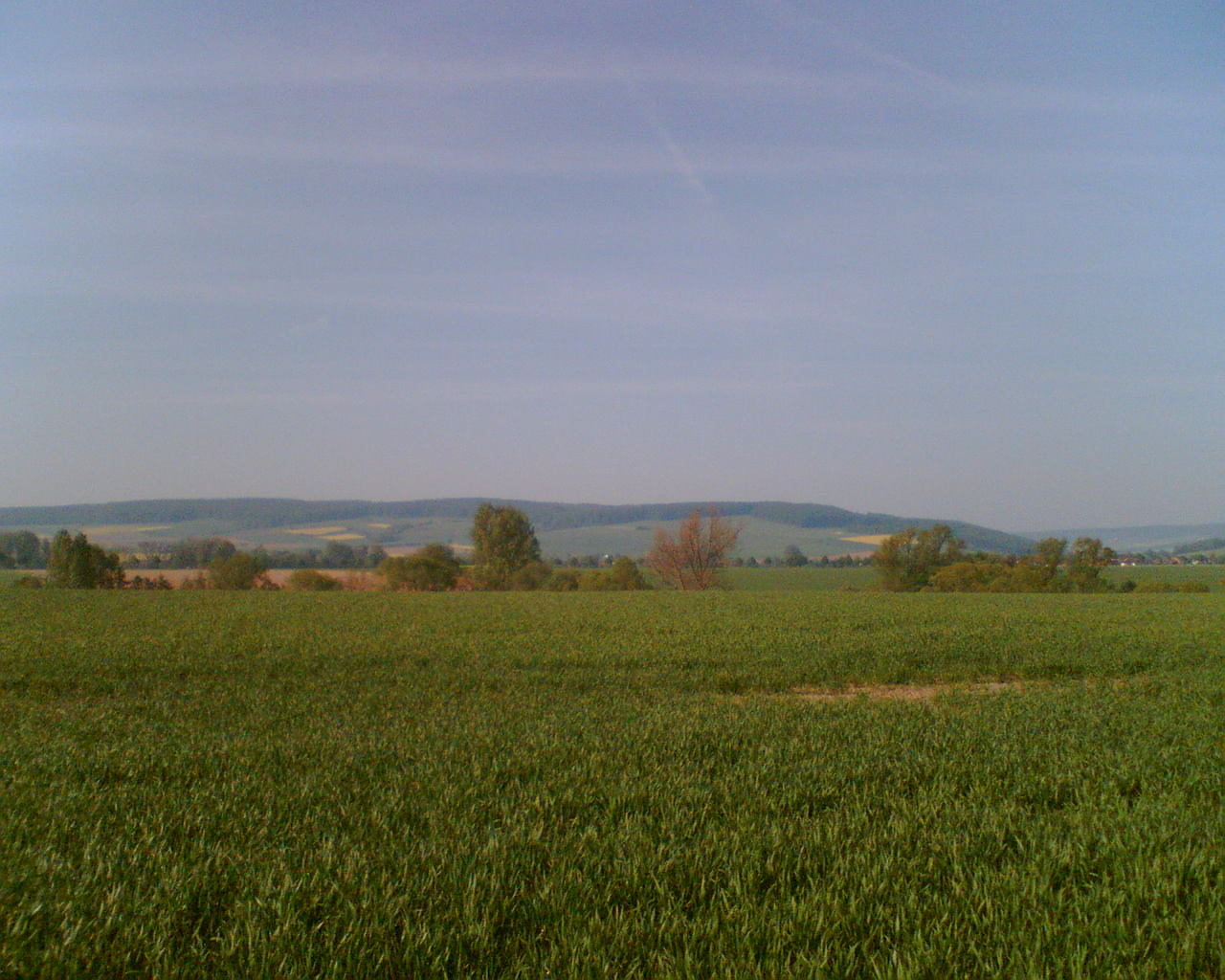
Ellenser Wald

Das Einbeck-Markoldendorfer Becken, auch Markoldendorfer Mulde oder Ilme-Senke, ist ein Einbruchsbecken im Niedersächsischen Bergland. Es wird durch Leine und Ilme und ihre Zuflüsse entwässert und liegt im Sollingvorland auf dem Gebiet der Städte Dassel und Einbeck.

## Geographie
Das Becken erstreckt sich in der Form einer Ellipse, die in der Richtung Nordwest-Südost ausgerichtet ist. Der Name bezieht sich darauf, dass Markoldendorf ungefähr im nördlichen Brennpunkt der Ellipse liegt und Einbeck ihr einziges Mittelzentrum ist. Die markante Abgrenzung des Beckens im Süden bildet der Höhenzug Ahlsburg, der im Südwesten in den Ellenser Wald übergeht. Nördlich gegenüber bilden Elfas und Hube den Abschluss. Im Westen wird der Rahmen durch die Amtsberge und den Bierberg gebildet. Im Osten endet das Becken vor dem Bergsattel um Ahlshausen. Im Südosten markieren die drei an der Leineniederung Salzderhelden in einer Reihe liegenden kleinen Erhebungen Sülbecker Berg, Sülberg und Hundeberg den eher unauffälligen Übergang in den Leinegraben.

## Entstehung
Der gesamte Raum mit seiner Einrahmung verdankt seine Entstehung der Saxonischen Bruchschollentektonik. In den Randbereichen ist das Becken schichtstufenartig ausprägt.
Als sich zur Zeit des älteren Mesozoikums weite Teile Europas im Germanischen Becken befanden, lagen die Festgesteinsschichten zunächst flach horizontal übereinander, und zwischen zwei dieser Schichten befand sich eine Salzschicht aus der Zechstein-Zeit, entstanden durch Verdunsten des vorherigen Meeres. Als durch einen tektonischen Vorgang Schollen abbrachen, wurde dieser Ausgangszustand gestört. Bereits bei diesem Abbrechen gerieten etwa die beiden Gesteinsschollen, die heute den Ahlsburg und den Elfas bilden, in leichte Schräglage und drückten die darunterliegende Salzfläche in Richtung Westen. Unter dem enormen Druck reagierte das Salz fortan wie eine Flüssigkeit, kam aber auf dem Weg westwärts nicht weiter, da es sich an der Scholle des Sollings aufstaute. Somit konnte es nur nach oben entweichen und das Deckgebirge brach auf. Die beiden Schollen gerieten nun vollends in Schieflage und richteten sich an der Seite des Salzaustritts weit über die Umgebung auf. Im Verlauf der weiteren Erdgeschichte wurde zunächst das Salz weggewaschen, lediglich Reste verblieben im östlichen Teil des Beckens und kamen in den Salinen Sülbeck und Salzderhelden in menschliche Nutzung. Das aufgerichtete Festgestein sackte dann teilweise wieder ein und wurde letztlich durch Erosion auf die heutige Höhe abgetragen.
Bei diesen Vorgängen wurden ältere Gesteine, die aufgrund ihrer eigenen Entstehung unten liegen, an die Oberfläche gedrückt. Dadurch liegt nun östlich vor dem zur Buntsandsteinzeit gebildeten Solling eine Bergkette mit Gestein aus der Muschelkalkzeit (Amtsberge, Bierberg, Ellenser Wald), während das jüngste Gestein der Germanischen Trias, Keuper, nur stellenweise zutage tritt. Das Becken selbst ist flächig mit Sedimenten über Lias gefüllt, wobei das Liasgestein nur an wenigen Orten, darunter Wellersen, zutage tritt. Darüber wehte zur Pleistozänzeit Löss an und Humus hatte sich als oberste Schicht spätestens ausgebildet, als erste Siedler die Linienbandkeramik zu nutzen begannen. Wie Pollenanalysen zeigten, hatte sich der Humus aus vormaligen Auenwäldern gebildet, die u. a. mit Kiefern, Fichten, Erlen und Birken bestanden waren. Die geologischen Vorgänge dauern stellenweise noch an, so laufen nahe der Leine langsame Subrosionsprozesse ab, in deren Verlauf im Quartär etwa der Denkershäuser Teich entstanden war.

## Topographie
Der umschriebene Raum weist nur bedingt ein typisches Erscheinungsbild eines Beckens auf, denn die umgebenden Höhenzüge überragen den mit Löss und Braunerden verfüllten Beckenboden nur in einer Größenordnung von bis rund 100 m. Zudem ist das Becken nicht ganz eben, da sich besonders im nordwestlichen Bereich mehrere kleinere Hügel und Hochebenen befinden.